# High Art
Pour plus de détails, voir Fiche technique et Distribution.
High Art est un film américano-canadien réalisé par Lisa Cholodenko, sorti en 1998.

## Synopsis
Syd (Radha Mitchell), 24 ans, travaille dans un magazine de photographie artistique. Elle vit avec James depuis longtemps. Mais elle découvre que sa voisine n'est autre que Lucy Berliner (Ally Sheedy), une grande photographe vivant avec sa compagne Greta. Toutes deux se droguent. Syd va tenter de faire retravailler Lucy, qui avait abandonné la photographie.
Se déroulant dans les milieux de l'art contemporain, ce film s'inspire de la vie de Nan Goldin.

## Fiche technique
Sauf mention contraire, les informations proviennent du site IMDb.
- Réalisation : Lisa Cholodenko
- Scénario : Lisa Cholodenko
- Musique : Nathan Larson
- Sociétés de production : 391 Productions; Antidote Films; October Films
- Pays de production :  États-Unis,  Canada
- Genre : Drame et romance
- Durée : 101 minutes

## Distribution
- Radha Mitchell : Syd
- Ally Sheedy : Lucy Berliner
- Patricia Clarkson : Greta
- Gabriel Mann : James
- Anh Duong : Dominique

## À noter
- Le film fait référence au réalisateur Rainer Werner Fassbinder, à travers le personnage de Greta, actrice allemande ayant travaillé avec le cinéaste dans le passé.